# 홈부르크 공자

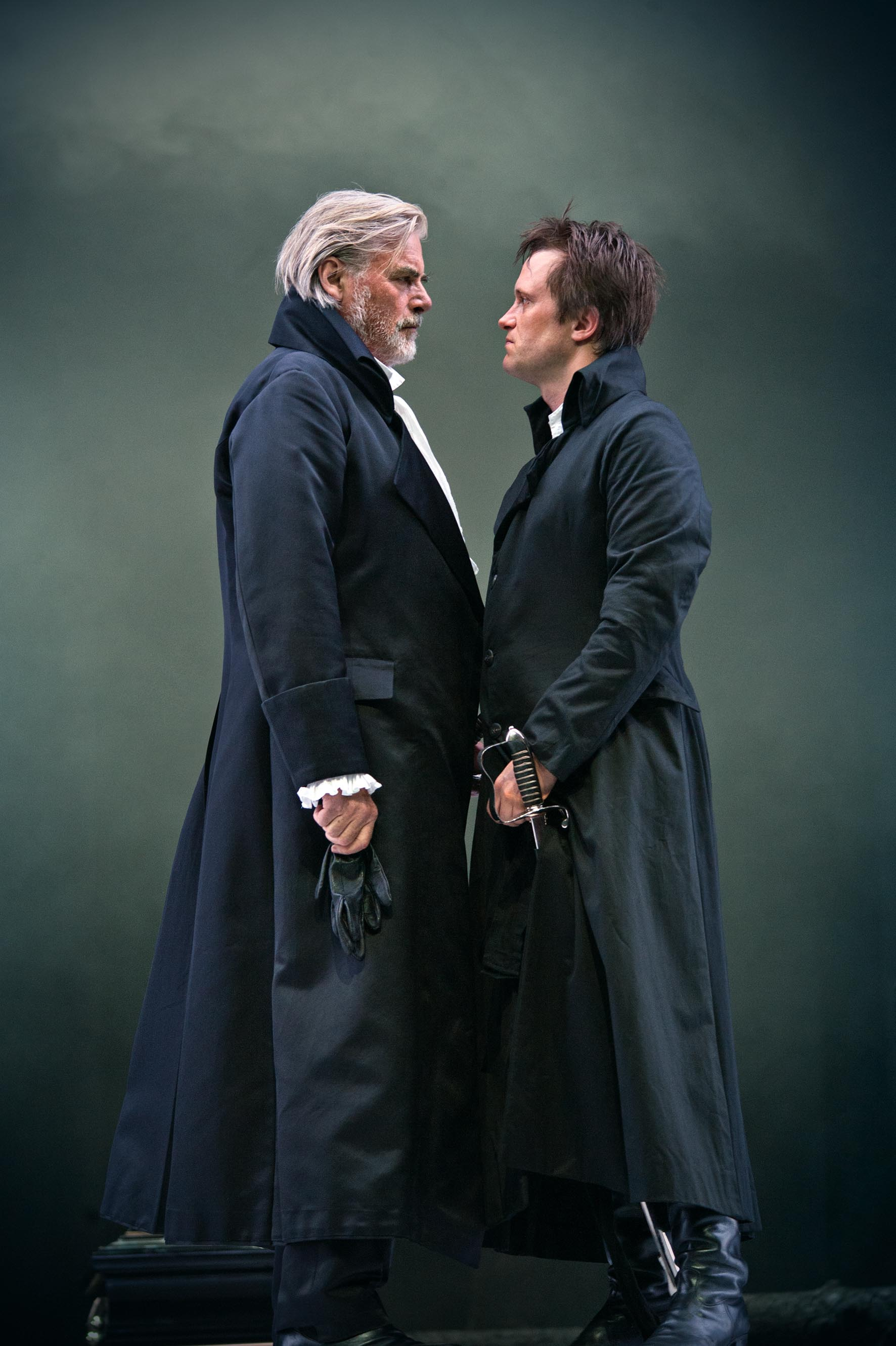

《홈부르크 공자》(Prinz Friedrich von Homburg)는 클라이스트 역사극으로, 1809~10년 하인리히 폰 클라이스트에 쓰였다.

## 줄거리
프로이센의 전신인 브란덴부르크 후국(侯國)과 스웨덴 사이의 전쟁을 배경으로 군법을 위반하고 수훈을 세운 공자(公子) 홈부르크는 군법회의에서 사형이 선고된다. 그러나 막연하게 특사를 받을 것이란 예감을 믿고 있다. 그러나 사랑하는 약혼녀 나탈리에가 스웨덴으로 시집간다는 소식을 듣고 위기가 닥친 것을 알아, 죽음의 공포에 떨며, 공작부인에게 구명(救命)을 탄원한다. 나탈리에는 공자를 격려하며 그녀 스스로도 특사를 청원한다. 브란덴부르크공(公)은 이의 해결을 공자 자신의 선택에 일임한다. 즉 판결이 부당하다고 생각한다면 무죄로 하겠다고 한다. 침착을 되찾은 공자는 자기의 잘못을 자각하고 당당하게 법에 복종할 결심을 한다. 나탈리에도 동의한다. 한편 공자 휘하의 연대(聯隊)는 모든 병사들이 공자의 구명운동에 나선다. 공자는 처형에 임해 눈가리개를 하나 눈가리개가 제거되고 나탈리에의 화환을 받게 된다. 테마 그 자체의 취급 솜씨, 공적인 것과 사적인 것의 조화를 최후의 막이 내려지기 직전까지 끌고 간 교묘한 솜씨가 훌륭하다. 클라이스트의 가장 원숙한 작품이다. “브란덴부르크의 모든 적을 무찔러라”라는 최후의 대사(臺詞)에서도 짐작되듯이 작자는 이 작품과 전작 <헤르만의 전쟁> 중에서 나폴레옹 지배하에 놓인 독일국민(특히 프로이센의)의 분기(奮起)와 번영을 기대하고 있는 것이다.